# Otá (Nigéria)

Otá é uma localizade no estado de Ogum, Nigéria, e tem cerca de 163.783 moradores residentes em ou ao redor dele, Ota é a capital da Ado-Odo/Ota área de governo local.  O líder tradicional de Otá é o olotá, Obá Alani Oiedê. Historicamente, Ota é a capital dos auoris, um subgrupo dos iorubás.
A partir de 1999, a Otá tem a terceira maior concentração de indústrias na Nigéria. Possui também um grande mercado e uma importante junção de estrada, encontrada ao norte da linha de pedágio na Via Expressa Lagos-Abeocutá. Ota também é conhecida como a casa do ex-presidente nigeriano, da fazenda de Olusegun Obasanjo, o Canaanland composto da megaigreja Capela dos vencedores, e o Fórum de liderança em África.

## História
O folclore auori diz que as crianças do Olofin, Ossolô e Eleidi Atalabi fundaram Otá depois de migrar para o sul de Isheri. À medida que a cidade se desenvolveu, eventualmente chegou a ser governada localmente por um Obá coroado, chamado o Olotá, cujo privilégio dominante veio da casa tradicional iorubá de Ilê-Ifé. Ota logo se tornou importante na produção e venda de Cacau. Em 1842, a expansão dos ebás trouxe Ota sob o controle de Abeocutá, no entanto, Ota detinha um status semi-independente dentro do Reino Ebá, e permaneceu a capital dos auoris.
No início dos anos 1900, a governança e a administração da justiça eram mantidas por membros da sociedade secreta Oboni, um grupo tradicional que fazia e aplicava as leis. Em 1903, as equipes modernas da polícia foram introduzidas, e quase suplantaram completamente os papéis tradicionais de execução dos Oboni na década de 1950.
Em 1954, a introdução de um novo sistema de tributação do governo federal levou a tumultos em Otá. Em 4 de fevereiro, o novo código tributário foi anunciado. A Sociedade Aiyepeju e a Associação Ota Tax Payers começaram a protestar quase que imediatamente. Os protestos tornaram-se violentos, já que multidões agressivas começaram a destruir propriedades. Os tumultos, que passaram a ser conhecidos como "Ponpo Aiyepeju", foram eventualmente destruídos pela polícia nigeriana. Após os distúrbios, Oba Timothy Fadina foi enviado para o exílio em 11 de maio de 1954.
Otá começou a crescer na cidade industrial, hoje em dia devido ao desenvolvimento econômico e ao lobbying pela Associação dos Fabricantes da Nigéria e pelo Chefe Bisi Onabanjo, ex-governador do Estado de Ogum. Isso levou à designação oficial da Otá como uma cidade industrial, e o governo estadual começou a incentivar as indústrias a se localizar dentro e ao redor da cidade.

## Educação
Tradicionalmente, Otá só tinha algumas escolas, e todas foram patrocinadas por várias organizações religiosas cristãs. A comunidade muçulmana respondeu formando uma escola operada pela Sociedade Ansar-Ud-Deen. A Escola estadual começou a ser formada no final da década de 1970, e agora existem várias escolas privadas na área. Iganmode Grammar School é a mais antiga, fundada em 1960. Outras escolas notáveis incluem Ansar-Ud-deen Comprehensive College, Bells Comprehensive Secondary School e Faith Academy Secondary School.
Existem também duas universidades em Ota: Covenant University e Bells University of Technology.
A Escola de Música da Marinha da Nigéria também está localizado em Ota.

## Demografia
Os indígenas são predominantemente iorubás do grupo auori. Eles rastreiam sua ascendência de Ilê-Ifé e consideram Iganmode como seu patriarca. Outros auoris estão localizados nos bairros de Lagos (estado).
A ocupação principal dos residentes de Otá é comércio e agricultura. A proximidade da vila com Lagos e a proximidade com a vila fronteiriça de Idiroko levaram à criação de dois grandes mercados: Mercado Kayero em Sango e Mercado Oba T.T. Dada ao longo da Estrada Idiroko. Esses mercados estão relacionados ao Mercado Sango-Ota.

## Conflito entre residentes auoris e Owu
Houve vários confrontos entre Owu e residentes auoris da área. Em abril de 2008, confrontos violentos deixaram pelo menos seis pessoas mortas quando auoris e Owu lutaram contra a instalação de Olowu de Owu de Obá na terra auori. O governador do Estado de Ogun, Gbenga Daniel, declarou um toque de recolher do crepúsculo ao amanhecer em Ado-Odo/Ota Ota área de governo local.